# Desarrollo cognitivo
El desarrollo cognitivo es un campo de la neurociencia y de la psicología que estudia el desarrollo de capacidades cognitivas tales como la memoria, la atención, el lenguaje, la percepción, la solución de problemas o la inteligencia y la planificación. Estas capacidades involucran funciones cerebrales sofisticadas y únicas e implican los procesos de control, como por ejemplo los que se utilizan cuando se persigue una meta y se requiere impedir las diferencias del ser Humano.

## Definición
Lo cognitivo es aquello que pertenece o que está relacionado al conocer. Este, a su vez, es el cúmulo de información que se dispone gracias a un proceso de aprendizaje o a la experiencia. La corriente de la psicología encargada de la cognición es la psicología cognitiva, que analiza los procedimientos de la mente que tienen que ver con el conocimiento. Su finalidad es el estudio de los mecanismos que están involucrados en la creación de conocimiento, desde los más simples hasta los más complejos.

## Concepto
El desarrollo cognitivo se enfoca en los procedimientos intelectuales y en las conductas que emanan de estos procesos. Este desarrollo es una consecuencia de la voluntad de las personas por entender la realidad y desempeñarse en la sociedad, por lo que está vinculado a la capacidad natural que tienen los seres humanos para adaptarse e integrarse a su ambiente. 
La modalidad más frecuente de analizar los datos y de emplear los recursos cognitivos es conocido como estilo cognitivo. Cabe destacar que esto no está vinculado a la inteligencia ni al coeficiente intelectual, sino que es un factor propio de la personalidad. 
Otro concepto relacionado es el de prejuicio cognitivo, una distorsión que afecta al modo en que una persona capta lo real. A nivel general, se habla de distorsiones cognitivas cuando se advierten errores o fallos en el procesamiento de información. La terapia cognitiva o terapia cognitiva-conductual, por último, es una forma de intervención de la psicoterapia que se centra en la reestructuración cognitiva, ya que considera que las distorsiones mencionadas anteriormente producen consecuencias negativas sobre las conductas y las emociones.

## Aprendizaje cognitivo
Sobre el aprendizaje cognitivo han hablado múltiples autores, entre los que se encuentran Piaget (Teoría del desarrollo cognitivo de Piaget), Toldan, Gestalt y Bandura.  Todos coinciden en que es el proceso en el que la información entra al sistema cognitivo, es decir de razonamiento, es procesada y causa una determinada reacción en dicha persona. Según lo describe Piaget el desarrollo de la inteligencia se encuentra dividido en varias partes, estas son:
Período sensomotriz: abarca desde el nacimiento del individuo hasta los 2 años de edad. Es el aprendizaje que se lleva a cabo a través de los sentidos y las posibles representaciones que la memoria haga de los objetos y situaciones a las que el individuo se enfrenta. En esta etapa, la imitación es la respuesta al aprendizaje. Además, el bebé pasa de ser una criatura refleja a formar sus primeros esquemas conductuales, lo cual le permitirá adaptarse a su ambiente. A lo largo de este proceso, se han identificado seis subetapas para enfatizar que el camino es gradual.
- Actividad Refleja (0-1 mes): El bebé hace uso de sus reflejos innatos, puede seguir objetos en movimiento, pero ignora si estos desaparecen.
- Reacciones Circulares Primarias (1-4 meses): Si el bebé encuentra una conducta hacia su propio cuerpo que le resulta agradable, tratará de repetirla. Asimismo, se percata que el objeto desapareció y se queda mirando el punto exacto donde ocurrió.
- Reacciones Circulares Secundarias (4-8 meses): El bebé ya no solo repite acciones dirigidas hacia su propio cuerpo, sino también hacia objetos externos. Por otro lado, se presenta una búsqueda parcial del objeto desaparecido.
- Coordinación de Esquemas Secundarios (8-12 meses): Se muestra el primer indicio de intencionalidad cuando ejecuta varias acciones previamente aprendidas hacia una meta. Por ejemplo, levantar una almohada para tomar un juguete.
- Reacciones Circulares Terciarias (12-18 meses): El bebé buscará nuevas formas para solucionar problemas a través del ensayo y error. En este punto, el infante podría encontrar un objeto que se retiró de su lugar inicial.
- Invención de medios nuevos a través de combinaciones mentales (18-24 meses): Aparece la primera prueba de que el niño tuvo una toma de conciencia o “insight”. En esta subetapa, la experimentación se da internamente (el niño se imagina lo que ocurriría si realiza cierta conducta). Asimismo, la permanencia del objeto ya se ha logrado en este punto.

Período preoperacional: A partir de los dos años y hasta llegar a los siete el niño puede analizar las cosas mediante los símbolos, de ahí la importancia de los cuentos infantiles llenos de metáforas prácticas que permiten que el pequeño tome conciencia de su entorno. la limitación que existe en esta etapa se encuentra ligada a la lógica, y es la imitación diferida y el lenguaje las formas en las que la persona reacciona frente a lo que aprende. Los niños adquieren el lenguaje y al poder tomar las cosas mediante símbolos, aprenden a manipular los que representan el ambiente. Tienen la capacidad de manejar al mundo de manera simbólica, pero aún no pueden realizar operaciones mentales de reversibilidad. Además, el pensamiento del niño de esta etapa es egocéntrico, lo que hace que el niño entienda al mundo desde su propia perspectiva. En esta etapa la imaginación florece y el lenguaje se convierte en un medio importante de autoexpresión e influencia de otros.
Este periodo se caracteriza por una inteligencia representacional que, tras esta fase preparatoria, culmina con la construcción de las estructuras operatorias concretas, como esquemas de acción interiorizados.
Período de acciones concretas: Esta etapa abarca desde los 8 años hasta los 11, se caracteriza por el desarrollo de la capacidad de razonamiento a través de la lógica, pero sobre situaciones presentes y concretas, no es posible aún, de acuerdo con la edad del CI, que el individuo realice abstracciones para clasificar sus conocimientos. De todas formas, la persona es capaz de comprender conceptos como el tiempo y el espacio, discerniendo qué cosas pertenecen a la realidad y cuales a la fantasía. Se da también en esta etapa el primer acercamiento al entendimiento de la moral. La reacción frente a los conocimientos es la lógica en el instante que ocurren los hechos. El niño entiende y aplica operaciones o principio lógicos para poder interpretar de manera objetiva y racional, por ello, su pensamiento se encuentra limitado por lo que puede oír, tocar y experimentar personalmente (Stassen, 2006). Es así como se afirma que los niños en esta etapa pueden realizar diversas operaciones mentales como arreglar objetos en clasificaciones jerárquicas, comprender relaciones de inclusión, serialización y los principios de simetría y reciprocidad. Además, comprenden el principio de conservación, el cual se puede entender en la posibilidad de pasar un líquido de un envase alto a uno aplanado sin alterar la cantidad total del líquido (Rice, 2000).
Período de operaciones formales: Desde los 11 años hasta los 15, el individuo comienza a desarrollar la capacidad de realizar tareas mentales para las cuales necesita el pensamiento para formular hipótesis y conseguir la resolución a los problemas. Comienza a manifestar interés en las relaciones humanas y la identidad personal.
Se desarrollan otros tipos de pensamiento:
Pensamiento hipotético-deductivo. Permite deducir posibles hechos a partir de hechos concretos. Se piensa sobre la teoría general que abarca todos los elementos que pueden intervenir y de dichos elementos se da la hipótesis de lo que podría pasar. Por último, la hipótesis es puesta a prueba y se obtiene una conclusión. Cabe mencionar que, durante la etapa anterior, los niños solo toman en cuenta la realidad concreta, ya que no piensan hipotéticamente.
Pensamiento proposicional. Consiste en poder evaluar la lógica de una proposición. El lenguaje cobra una gran importancia en dicha etapa. También implica sistemas de representación los cuales se basan en lenguaje.
Egocentrismo en la etapa de operaciones formales. La capacidad de pensamiento abstracto lleva a los adolescentes a pensar bastante sobre ellos. Piaget menciona que el egocentrismo es la incapacidad de diferenciar la perspectiva abstracta propia y la de los demás.
Surgen dos tipos de distorsión de uno mismo
1. Audiencia imaginaria: creen que todos están pendientes de ellos, por tanto, son bastante sensibles ante las críticas.
2. Fábula personal: debido a la audiencia imaginaria, tienen un concepto distorsionado de sí mismos. Aparece la creencia de ser especial y único.

Los niños provenientes de entornos familiares desfavorecidos son más susceptibles a tener problemas de desarrollo y una salud deficiente. Por ello, se han desarrollado intervenciones domiciliarias, cuyo objetivo es ayudar a los padres a proporcionar un ambiente familiar de mejor calidad para sus hijos con el fin de prevenir o mitigar estos resultados adversos. Específicamente, estos programas buscan optimizar los resultados de desarrollo de los niños a través de la educación, la capacitación y el apoyo a los padres en su propio hogar, para que estos puedan proporcionar un entorno estimulante y educativo para sus hijos.
Una revisión sistemática de siete estudios, realizados en Estados Unidos, Canadá, Jamaica, Irlanda, Bermudas y una ubicación no especificada, evaluó la efectividad de las intervenciones domiciliaras sobre los resultados del desarrollo infantil. La evidencia de cuatro de los estudios afirma que estas intervenciones no tienen impacto alguno en el desarrollo cognitivo de los niños en etapa preescolar provenientes de familias socialmente desfavorecidas. Asimismo, no se pudo llegar a conclusiones para resultados secundarios tales como el desarrollo físico infantil y la conducta parental. Sin embargo, la evidencia es poco convincente, por lo que se requieren más estudios.

## Eldeterioro cognitivo
Es interesante compartir un punto más acerca de lo cognitivo. Según lo han revelado determinados estudios, a partir de los 45 años puede verse una disminución del funcionamiento de nuestro sistema cognitivo. Comienza por leves olvidos, como el lugar donde dejamos las llaves de casa o la lectura de un texto varias veces sin conseguir comprenderlo, etc. Son simples hechos que suelen relacionarse con abundante estrés o un nivel alto de tensión o ansiedad (en algunos casos es solo eso) pero en muchas ocasiones son los primeros síntomas de enfermedades que serán diagnosticadas años más tarde, tales como Demencia o Alzheimer. La forma en la que los científicos pueden diagnosticar el deterioro cognitivo de una persona es a través de estudios sobre la memoria, el vocabulario, las habilidades para comprender su entorno y la capacidad a la hora de responder a problemas de escritura y semántica. El deterioro cognitivo puede tardar 20 o 30 años en manifestarse y los detonantes pueden ser enfermedades mentales, obesidad y otros trastornos que favorecen a su desgaste. Se desconoce la forma medicinal en la que pudiera prevenirse este daño; sin embargo, se sabe que llevando una vida sana es la mejor manera en la que podemos evitar caer en este deterioro o contraer las enfermedades que se encuentran vinculadas con él.

## Actividades cognitivas
Aunque se describen funcionalmente de manera individual, interactúan en conjunto para obtener un comportamiento determinado. Para tener una idea de las implicaciones sociales y biológicas del desarrollo evolutivo del ser humano hay que mencionar brevemente algunos de los puntos más relevantes de las funciones cognitivas.

### Memoria
La neuropsicología y la ciencia cognitiva han hecho imprescindible la ampliación de la definición de memoria. En ella se debe incluir todo el conocimiento adquirido, recuperado y utilizado sin el uso de la conciencia. Además, debe incluir las destrezas motoras así como el conocimiento perceptivo, la mayoría de la cual se utiliza inconscientemente. En resumen, la memoria incluye un enorme trasfondo de experiencia que el organismo ha almacenado a través de su vida en el sistema nervioso para adaptarse al medio.

### Atención
En el caso de la atención, su característica fundamental es la asignación de recursos neuronales en el procesamiento de información. La focalización, la selectividad y la exclusividad son atributos de la atención que se logran gracias a la activación de ciertas redes neuronales dentro de una mirada de conexiones que se entrecruzan y se sobreponen. La asignación selectiva de estas redes permite analizar un estímulo discreto de relevancia biológica. Por lo tanto, la atención está implicada directamente en la recepción activa de la información, no solo desde el punto de vista de su reconocimiento, sino también como elemento de control de la actividad psicológica.
La capacidad selectiva de la atención permite comprender el mundo que se presenta con múltiples estímulos simultáneos. En el caso del ser humano, este puede dirigir su atención hacia el mundo interior que, aunque se encuentra fuera del contexto de los estímulos sensoriales del medio, no deja de estar poblada de información. Cuando pensamos tomamos en consideración aquello que se asienta presente y, metafóricamente podemos decir que dirigimos nuestra mirada hacia dentro.

### Lenguaje
El lenguaje en sentido amplio incluye a un léxico (capacidad semántica) y una sintaxis (un sistema formal para manipular símbolos). Es considerado el “espejo de la mente” y se basa en una gramática combinatoria diseñada para comunicar un número ilimitado de pensamientos. No existe una operación mental que el lenguaje no pueda reflejar. Se utiliza en tiempo real mediante la interacción del examen de la memoria y la aplicación de reglas. Se implementa en una red de regiones del centro del hemisferio cerebral izquierdo, que debe coordinar la memoria, la planificación, el significado de las palabras y la gramática.

### Léxico y memoria de trabajo
De acuerdo con Joaquín Fuster, el significado de la expresión del lenguaje, al igual que la ejecución de una acción dirigida por una meta, está precedido por la formulación mental de un plan o de un esquema más amplio que la intención destinada, por más que sean simples o mal definidos. Tal plan está hecho por componentes léxicos de unidades cognitivas ejecutivas, en particular verbos. Lo que quiere decir que el cerebro del parlante debe tener la posibilidad de acceder a un léxico y tener la capacidad de memoria de trabajo. La dinámica cortical de la sintaxis requiere la participación de estos dos mecanismos neuronales que se encuentran en el lóbulo frontal del cerebro. Sin ellos, la capacidad de organizar palabras con significado sería nula y la funcionalidad sintáctica del lenguaje se perdería. La incapacidad de acceder a la red cortical que contienen los componentes léxicos ejecutivos hace imposible la expresión de un lenguaje con significado. Este proceso evolutivo dio pie a la conciencia. El paso crítico para una conciencia de orden superior dependió del surgimiento evolutivo de conectividades neuronales paralelas (reentrantes) entre estas estructuras y las áreas que son responsables de la formación de concepto.

### Percepción
Es el proceso de organización, integración e interpretación que implica el uso de la memoria, esquemas y reconocimiento de patrones y conllevan a la acción. Las sensaciones más relevantes a los intereses del individuo, en un momento dado, son comparadas con experiencias anteriores y procesadas de forma más compleja. El resultado del procesamiento de la sensación es que los neurocientíficos denominan percepción. La percepción, pues, es el proceso que transforma la sensación en una representación capaz de ser procesada cognitivamente.
Según Fuster, cada percepción es un evento histórico y la categorización de una impresión sensorial actual estaría enteramente determinada por memorias previamente establecidas. Este punto de vista es mucho más plausible sí aceptamos que todas las sensaciones, aun las más elementales son la recuperación de una forma de memoria ancestral, memoria filogenética o memoria de la especie.

### Inteligencia
En el caso de la inteligencia humana, Fuster opina que es la culminación de la evolución de un mecanismo cerebral dedicado a la adaptación del organismo a su ambiente. Su evolución ha ocurrido en un continuo evolutivo de los medios para adaptarse al mundo. En humanos, la adaptación al mundo involucra e incluso requiere la persecución de metas que transciendan al individuo. Estas metas están basadas en el procesamiento de una gran cantidad de información que se extienden sobre grandes expansiones de tiempo y espacio. Por lo tanto, en principio, el desarrollo de la inteligencia humana es el desarrollo de redes cognitivas y de la eficiencia con que éstas procesasen la información. Fuster hace hincapié en señalar que, si la inteligencia es el procesamiento de información cognitiva tocante a metas comportamentales o cognitivas, el grado de inteligencia es la "eficiencia con la cual puede ser procesada esta información". Eficiencia, en este caso, se refiere a la habilidad para usar los medios disponibles, incluidos los conocimientos previos, para atender metas como, por ejemplo, la solución de un problema.
Algunos investigadores identifican la cognición con el conocimiento; sin embargo, es preferible identificar a la cognición como un proceso que incluye todas sus funciones. Al igual que en el aprendizaje, la diferencia entre conocimiento y memoria es muy sutil. Fuster explica que, fenomenológicamente, el conocimiento es la memoria de hechos y la relación entre estos hechos, los cuales al igual que la memoria se adquieren a través de la experiencia. Una distinción entre la memoria autobiográfica y el conocimiento reside simplemente en la presencia o ausencia de una limitación temporal; el contenido de la memoria tiene esta limitación, mientras que el conocimiento no. La memoria nueva tiene fecha y se somete a un proceso de consolidación antes de ser almacenada permanentemente o convertirse en conocimiento. El conocimiento establecido es sin tiempo, aunque su adquisición y contenido pueda ser fechado. El conocimiento, para ser utilizado posteriormente, se ha de almacenar en el sistema cognitivo, donde sus funciones comparten el mismo sustrato celular, así como sus conexiones neuronales.